# Uno scontro accidentale sulla strada per andare a scuola può portare a un bacio?
Uno scontro accidentale sulla strada per andare a scuola può portare a un bacio? (登校途中の出会い頭の偶然キスはありうるか？実験?, Tōkō tochū no deaigashira no gūzen kisu wa ariuru? Jikken) è un manga scritto e disegnato da Shintarō Kago. Pubblicato da Seirin Kogeisha il 30 aprile 2012 e distribuito in Italia da 001 Edizioni nella collana Hikari a partire dal 23 luglio 2014, il volume si compone di storie raccolte da diverse riviste del settore riunite in un universo grottesco e non-sense su uno sfondo splatter, dove i protagonisti offrono una particolare visione dei temi sociali.

## Riconoscimenti
L'opera è stata premiata al Lucca Comics 2014 con il Gran Guinigi per il miglior "racconto breve".
Premio Romics 2015 Miglior fumetto giapponese